# آب و هوای مصر

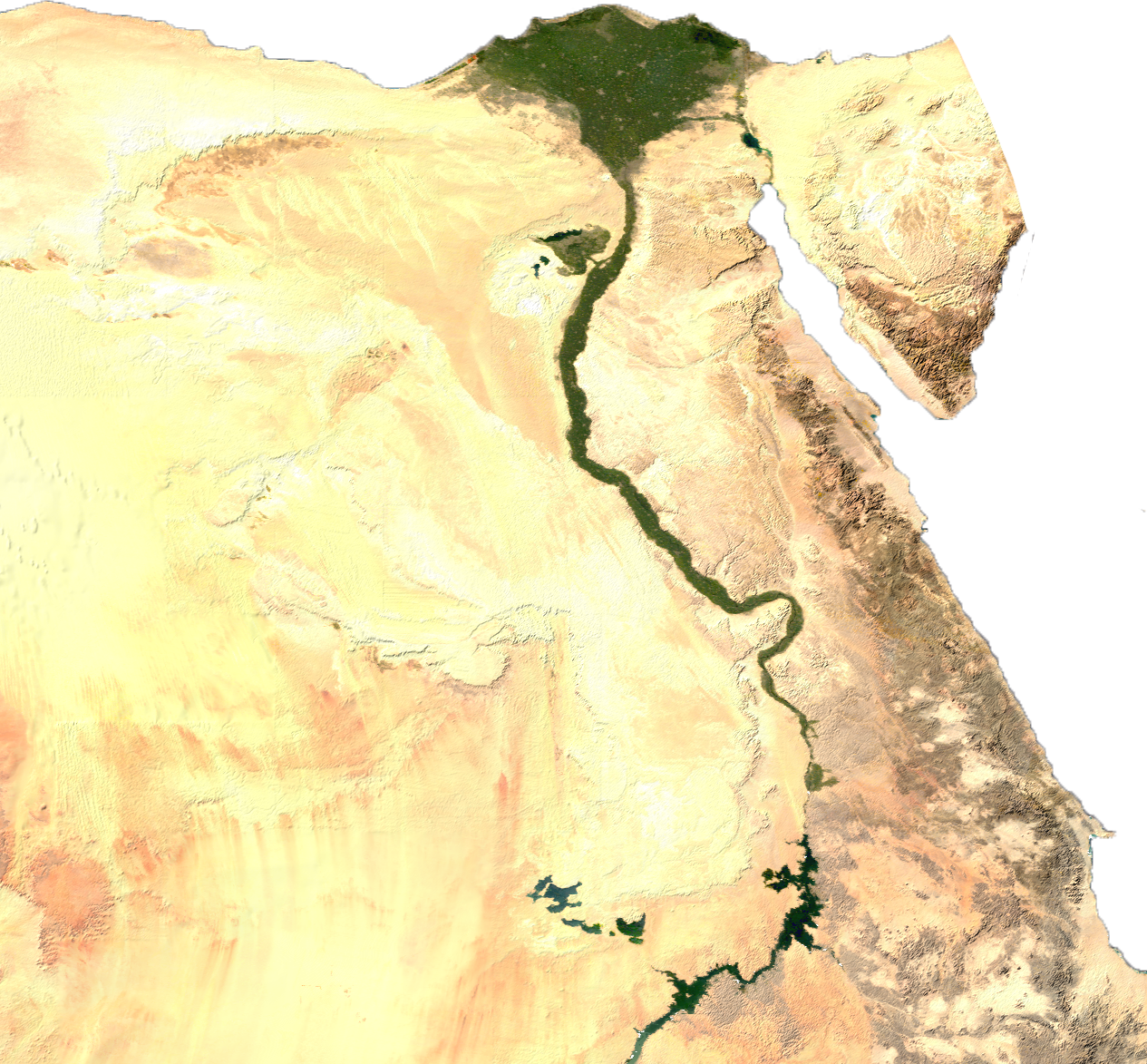
نقشه ماهواره‌ای

نقشه آب و هوای مصر از طریق کوپن

مصر در اصل دارای اقلیم بیابانی گرم و بیابانی است که در سامانه طبقه‌بندی اقلیمی کوپن با کد BWh شناخته می‌شود. در بیشتر نقاط کشور، آب‌وهوا به‌شدت خشک است و تنها ناحیه‌ای که مقداری بارندگی دریافت می‌کند، سواحل شمالی آن در مجاورت دریای مدیترانه است؛ آن‌هم عمدتاً در فصل زمستان.
علاوه بر کم‌بارانی یا حتی بی‌بارانی در بیشتر ایام سال، گرمای شدید در ماه‌های تابستان نیز یکی دیگر از ویژگی‌های شاخص اقلیم مصر به‌شمار می‌رود. البته این گرمای سوزان در طول روز در مناطق ساحلی شمالی، به دلیل مجاورت با دریا، تا حدودی ملایم‌تر و قابل‌تحمل‌تر است.

## باد غالب
بادهای سرد شمال‌غربی که از سمت یونان می‌وزند، به‌طور مداوم بر سواحل شمالی مصر می‌وزند. از آن‌جا که هیچ رشته‌کوهی در مسیر این بادها قرار ندارد که مانع ورودشان شود، این نسیم خنک آزادانه به سواحل می‌رسد و در نتیجه، در طول سال تأثیر زیادی بر متعادل نگه داشتن دما در این مناطق می‌گذارد.
تأثیر این بادهای شمالی سبب می‌شود که دمای حداقل (کمینه) در سواحل شمالی در فصل زمستان به‌طور میانگین حدود ۱۵ درجه سانتی‌گراد باشد، و در تابستان به محدوده‌ای بین ۲۷ تا ۳۵ درجه سانتی‌گراد برسد. دمای حداکثر (بیشینه) نیز در زمستان حدود ۲۲ تا ۲۵ درجه سانتی‌گراد است و در تابستان گاهی تا ۴۶ درجه سانتی‌گراد افزایش می‌یابد.
اما این تعادل دمایی بیشتر در نواحی ساحلی برقرار است و با ورود به مناطق داخلی کشور، شرایط به‌کلی تغییر می‌کند؛ چرا که این نواحی از تأثیر مستقیم بادهای خنک شمالی دور هستند. در نواحی مرکزی و جنوبی مصر—به‌ویژه در شهرهایی مانند اسوان، لوکسور، اسیوط و سوهاج که در قلب بیابان‌های مصر واقع شده‌اند—دمای روز در تابستان به‌شدت بالا می‌رود و حتی ممکن است میانگین دمای بیشینه به بیش از ۵۴ درجه سانتی‌گراد نیز برسد.
با وجود آنکه روزهای زمستانی در این مناطق نسبتاً معتدل هستند، شب‌ها و بامدادان هوا به‌طور قابل‌توجهی سرد می‌شود. این سرمای شبانه در مناطق داخلی و به‌ویژه در سرزمین‌های مرتفع صعید مصر گاهی آن‌قدر شدید است که دما به صفر یا حتی زیر صفر درجه سانتی‌گراد می‌رسد و شب‌هایی یخبندان در بیابان‌ها رقم می‌خورد.

## طوفان‌های شن

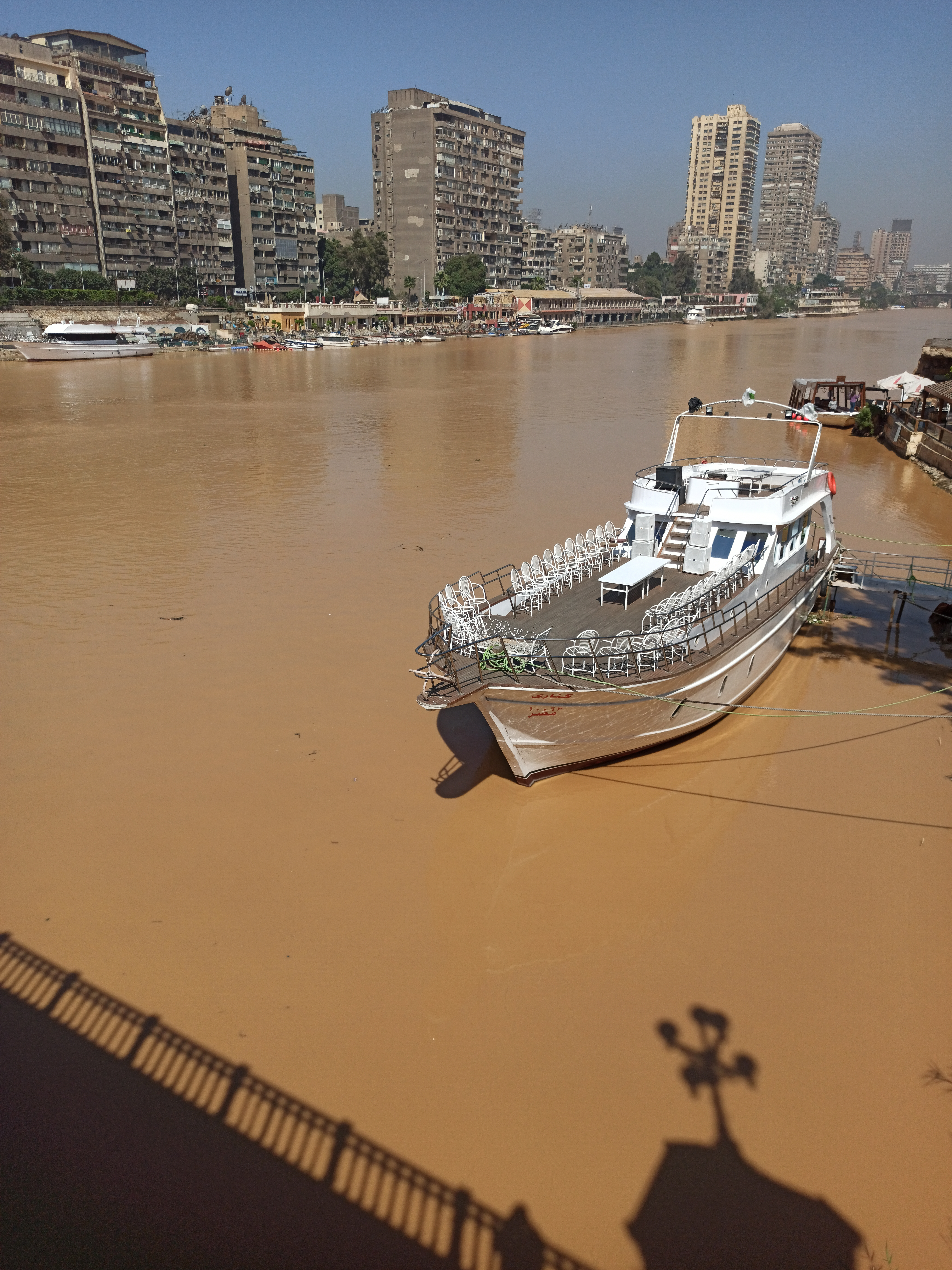
نیل پس از «طوفان اژدها» در مارس ۲۰۲۰

هر سال، در بازه‌ای از ماه مارس تا مه، بادی بسیار گرم، خشک و پر از گرد و غبار از سمت جنوب یا جنوب‌غربی مصر می‌وزد. این باد که در زبان عربی به آن باد خمسین می‌گویند، یکی از پدیده‌های اقلیمی شناخته‌شده و تأثیرگذار در منطقه به‌شمار می‌آید.
زمانی که جریان هوای خشک به‌طور مداوم بر پهنه‌های گستردهٔ بیابان عبور می‌کند، ذرات ریز شن و غبار را از سطح زمین برمی‌دارد و در نتیجه، بادی گردوغبارآلود ایجاد می‌شود که معمولاً در حاشیهٔ بیابان‌ها به‌شدت احساس می‌شود.
زمانی که باد خمسین به خاک مصر می‌رسد، باعث ایجاد موج گرمای ناگهانی شدید می‌شود و پیامدهای به‌دنبال دارد: دما به‌طور ناگهانی و موقت به سطوح بسیار خطرناک افزایش می‌یابد و معمولاً به بالای ۴۹ تا ۵۰ درجه سانتی‌گراد می‌رسد. هم‌زمان، رطوبت نسبی هوا به‌شدت کاهش یافته و گاهی به کمتر از ۵ درصد می‌رسد.

## مناطق کوهستانی
برخی مناطق کوهستانی در شبه‌جزیره سینا مانند سانت کاترین، به دلیل ارتفاع بالایشان، شب‌های خنک‌تری دارند. بارش برف در کوه‌های سینا به ندرت اتفاق می‌افتد، اما در شهرهای جیزه، قاهره و اسکندریه تقریباً هرگز برف نمی‌بارد.
برای نمونه، در دسامبر سال ۲۰۱۳ میلادی، قاهره برای اولین بار پس از سال ۱۸۹۹، شاهد یک بارش برف کوتاه در طول یک شب بود. این رخداد، بسیار نادر و استثنایی در تاریخ اقلیمی این شهر به‌شمار می‌آید.

## اطلاعات عمومی
ویژگی‌های اقلیمی قابل توجه

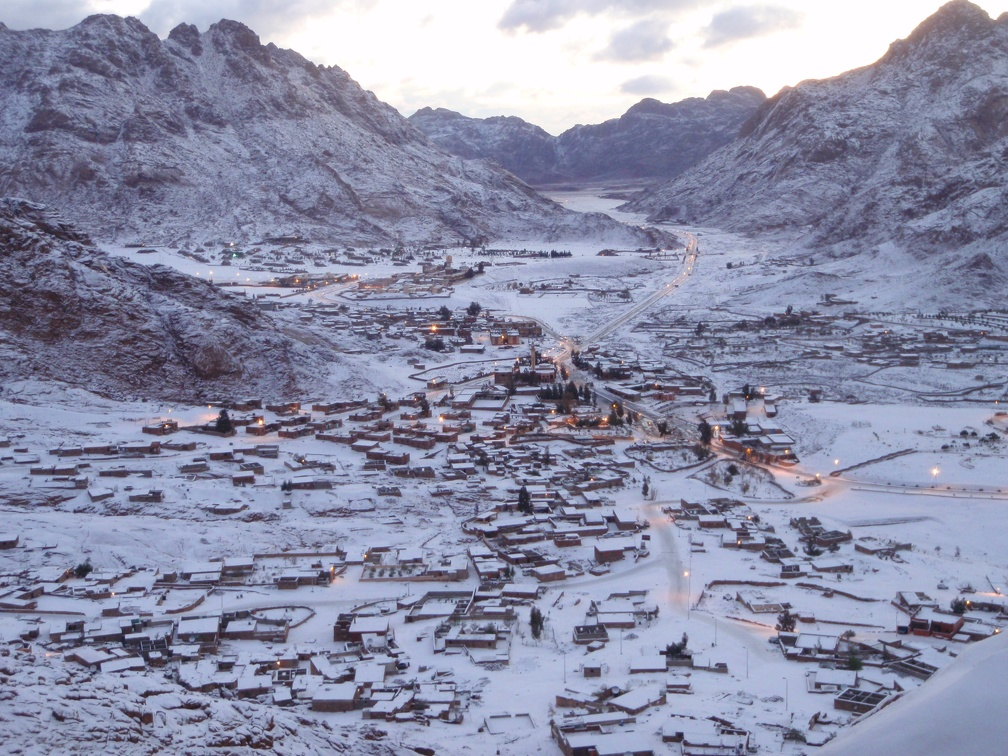
برف در سنت کاترین، شبه جزیره سینا (۱ مارس ۲۰۰۹)

- رفح و اسکندریه مرطوب‌ترین مکان‌ها هستند
- اسیوط خشک‌ترین شهر است
- اسوان و اقصر شهرهایی با گرم‌ترین روزهای تابستانی هستند
- سنت کاترین سردترین شب‌ها و سردترین زمستان‌ها را دارد

شهرها یا استراحتگاه‌هایی با خنک‌ترین روزهای تابستانی
- مرسی مطروح
- پورت سعید

مکان‌هایی با کمترین نوسان دما
- پورت سعید
- کوسیر
- راس ال بار
- بالتیم
- دمیاط
- اسکندریه

مرطوب‌ترین مکان‌ها
- رفح
- اسکندریه
- ابوقیر
- روزتا
- بالتیم
- کفر الدوار
- مرسی مطروح

شهرها یا استراحتگاه‌هایی با گرم‌ترین شب‌های زمستانی
- مرسی عالم
- القصیر
- شرم الشیخ

شهرهایی که بیشترین نوسان دما را بین روز و شب دارند
- لوکسور
- مینیا
- سوهاج
- قنا
- آسیوط